# Roxana, la beauté du Monténégro

Roxana, la beauté du Monténégro (ou simplement Roxana; en russe: Роксана краса Черногории) est un ballet fantastique en quatre actes, chorégraphié par Marius Petipa sur une musique de Léon Minkus et un livret de Sergueï Khoudekov et Marius Petipa. Il est parfois surnommé le « Giselle slave ».

## Histoire
Ce ballet a été présenté par le ballet impérial au Théâtre Bolchoï Kamenny de Saint-Pétersbourg, le 29 janvier 1878 (10 février dans le calendrier grégorien). L'historien du ballet, Constantin Skalkovski (de), rend compte du fait que la grande marche du troisième acte du ballet « était le morceau favori de l'empereur Alexandre II de Russie qui pourtant n'aimait pas la musique en général. Plusieurs unité de nos troupes jouaient cette marche pendant le siège de Plevna. » Cette marche de Kranli est jouée à nouveau en mars 1878 à Saint-Pétersbourg lors d'une représentation en concert au bénéfice des soldats blessés revenus des Balkans,.
L'argument est directement inspiré des troubles des Balkans et la libération par la Russie des terres chrétiennes sous le joug ottoman. Le traité de San Stefano est signé le 5 mars 1878.
Le ballet remporte un grand succès avec ses danses monténégrines, comme La Danse de l'aigle du premier acte, sa Marche de Kranli, la Valse de Roxana et le Quadrille de Roxana, le Raviola du quatrième acte. Sa musique est aussi répandue largement en Allemagne sous le titre de Die schöne Montenegrinerin avec des transcriptions au piano, ainsi qu'en France.
Le ballet est joué à partir du 27 novembre 1883 au Théâtre du Bolchoï de Moscou, dans une version révisée par Alexeï Bogdanov et des décors de Walz.

## Argument
Le Turc Radivoï, mahométan habitant au Monténégro, est amoureux de l'orpheline Roxana, mais elle ne répond pas à ses avances. Pour se venger, le Turc lance la rumeur qu'elle a subi un sort qui provoque des catastrophes naturelles, étant sous l'emprise de sa mère morte, devenue un papillon-vampire. Un jeune Monténégrin, Yanko, la sauve de la fureur de la foule, mais découvre plus tard qu'elle a vraiment subi un sort, car elle se transforme en wili la nuit. En effet, Yanko, qui a suivi Roxana dans une forêt fantastique, la découvre entourée de wilis fantomatiques qui perdent leur pouvoir à l'aube. Le jeune homme s'emploie à la sauver à nouveau. Le papillon-vampire est tué et plus tard les deux jeunes gens se marient.

## Distribution originale
- Roxana: Evguenia Sokolova (plus tard Ekaterina Vazem)
- Radivoï: Felix Kschessinski
- Yanko: Pavel Gerdt
- Zoé, l'amie de Roxana: Marie Petipa
- Les wilis: Gorchenkova, Nikitina, Chapochnikova, Prikhounova

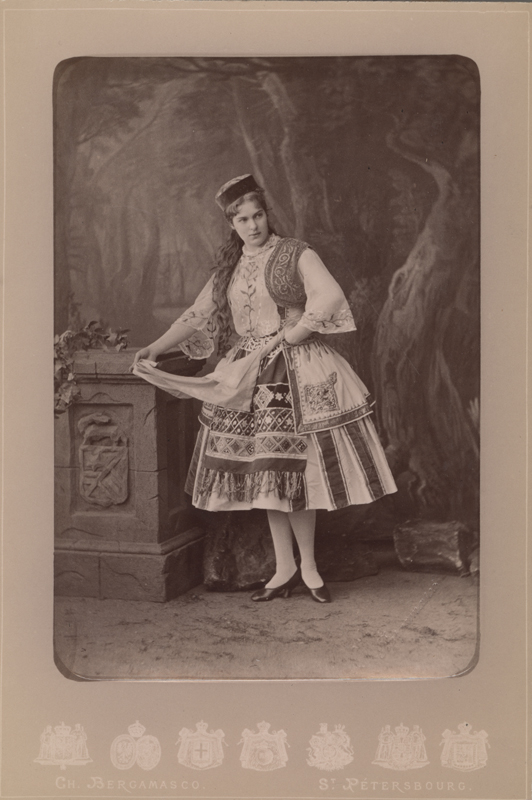
Marie Petipa dans le rôle de Zoé.

## Scénographie
La scénographie est de Mikhaïl Botcharov, Matveï Chichkov, Heinrich Wagner, pour les décors; les costumes sont de P. Grigoriev.